# 6e cérémonie des César
La 6e cérémonie des César du cinéma - dite aussi Nuit des César - récompensant les films sortis en 1980, s'est déroulée le 31 janvier 1981 au Palais des congrès de Paris.
Elle fut présidée par Yves Montand et retransmise sur Antenne 2.

## Présentateurs et intervenants
- Robert Enrico, président de l'Académie des arts et techniques du cinéma
- Yves Montand, président de la cérémonie
- Pierre Tchernia, Jean-Claude Brialy, Daniel Ceccaldi, maîtres de cérémonie
- Giulietta Masina, Vittorio Gassman, Kim Novak, invités étrangers pour remettre des prix
- Edwige Feuillère, Jean Marais, pour le César de la meilleure actrice
- Romy Schneider, Roman Polanski, pour le César du court-métrage d'animation

## Palmarès

### César du meilleur film
- Le Dernier Métro de François Truffaut
  - Loulou de Maurice Pialat
  - Mon oncle d'Amérique d'Alain Resnais
  - Sauve qui peut (la vie) de Jean-Luc Godard

### César du meilleur film étranger
- Kagemusha, l'Ombre du guerrier d'Akira Kurosawa
  - Fame de Alan Parker
  - Kramer contre Kramer de Robert Benton
  - The Rose de Mark Rydell

### César du meilleur acteur
- Gérard Depardieu pour Le Dernier Métro
  - Patrick Dewaere pour Un mauvais fils
  - Philippe Noiret pour Pile ou face
  - Michel Serrault pour La Cage aux folles II

### César de la meilleure actrice
- Catherine Deneuve pour Le Dernier Métro
  - Nathalie Baye dans Une semaine de vacances
  - Nicole Garcia dans Mon oncle d'Amérique
  - Isabelle Huppert dans Loulou

### César du meilleur acteur dans un second rôle
- Jacques Dufilho pour Un mauvais fils
  - Alain Souchon pour Je vous aime
  - Heinz Bennent pour Le Dernier Métro
  - Guy Marchand pour Loulou

### César de la meilleure actrice dans un second rôle
- Nathalie Baye pour Sauve qui peut (la vie)
  - Delphine Seyrig pour Chère inconnue
  - Andréa Ferréol pour Le Dernier Métro
  - Claire Maurier pour Un mauvais fils

### César du meilleur réalisateur
- François Truffaut pour Le Dernier Métro
  - Jean-Luc Godard pour Sauve qui peut (la vie)
  - Alain Resnais pour Mon oncle d'Amérique
  - Claude Sautet pour Un mauvais fils

### César du meilleur scénario original ou adaptation
- François Truffaut et Suzanne Schiffman pour Le Dernier Métro
  - Jean Gruault pour Mon oncle d'Amérique
  - John Guare pour Atlantic City
  - David Rayfiel et Bertrand Tavernier pour La Mort en direct

### César de la meilleure musique
- Georges Delerue pour Le Dernier Métro
  - Antoine Duhamel pour La Mort en direct
  - Serge Gainsbourg pour Je vous aime
  - Michel Legrand pour Atlantic City

### César de la meilleure photographie
- Nestor Almendros pour Le Dernier Métro
  - Pierre-William Glenn pour La Mort en direct
  - Sacha Vierny pour Mon oncle d'Amérique
  - Bernard Zitzermann pour La Banquière

### César du meilleur décor
- Jean-Pierre Kohut-Svelko pour Le Dernier Métro
  - Dominique André pour Un mauvais fils
  - Jean-Jacques Caziot pour La Banquière
  - Jacques Saulnier pour Mon oncle d'Amérique

### César du meilleur son
- Michel Laurent pour Le Dernier Métro
  - Jean-Pierre Ruh pour La Banquière
  - Michel Desrois pour La Mort en direct
  - Pierre Lenoir pour Un mauvais fils

### César du meilleur montage
- Martine Barraque-Currie pour Le Dernier Métro
  - Albert Jurgenson pour Le Coup du parapluie
  - Armand Psenny pour La Mort en direct
  - Geneviève Winding pour La Banquière

### César du meilleur court-métrage d'animation
- Le Manège de Marc Caro et Jean-Pierre Jeunet
  - Le Réveil de Jean-Christophe Villard
  - Les Trois Inventeurs de Michel Ocelot

### César du meilleur court-métrage de fiction
- Toine d'Edmond Séchan
  - La Découverte d'Arthur Joffé
  - Le Bruit des jambes de Lucie d'Anne Quesemand
  - Vive la mariée de Patrice Noïa

### César du meilleur court-métrage documentaire
- Le Miroir de la terre de Paul de Roubaix
  - Abel Gance, une mémoire de l'avenir de Laurent Drancourt, Thierry Filliard
  - Insomnies de Peter Schamoni

### César d'honneur
- Abel Gance, Marcel Pagnol